# Ботанічний сад Праги

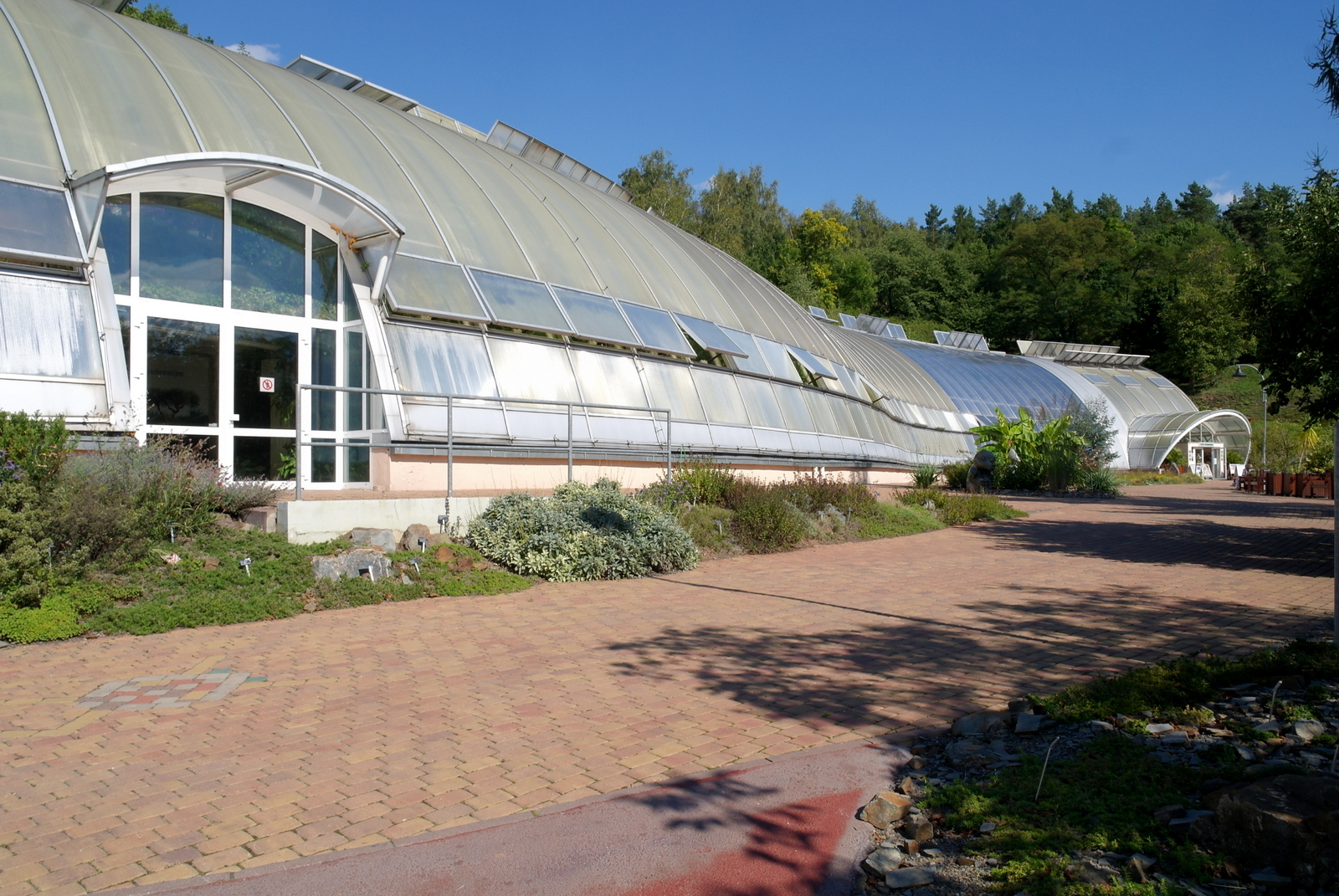
Оранжерея тропічних рослин «Фата Моргана»

 Ботанічний сад Праги  (чеськ. Botanická zahrada hl. m. Prahy) — ботанічний сад у місті Прага (Чехія).
Ботанічний сад розташований у празькому районі Троя на правому березі річки Влтава (на її схилах і річкових терасах). Лежить на висоті 200–288 метрів над рівнем моря. Неподалік ботанічного саду знаходяться Празький зоопарк і Тройський замок.
Почав свою роботу у 1969 році і входить до числа наймолодших ботанічних садів Чехії.
Директор ботанічного саду із квітня 2012 року — Віра Бідлова.

## Опис
У ботанічному саду росте 15000 видів рослин (із яких близько 5000 у оранжереях і теплицях).
У складі ботанічного саду:
- оранжерея тропічних рослин «Фата Моргана»,
- виноградник Санта-Клара (3,56 га),
- японський сад (0,67 га),
- сад Середземномор'я і Туреччини (0,83 га),
- декоративні садові рослини,
- рослини на схилі пагорба (фрагменти первісної степової спільноти Трої),
- ліси Східної Азії та Північній Америці (у стадії створення),
- водно-болотні угіддя і ставок,
- соснові насадження,
- північноамериканська прерія,
- північноамериканські напівпустелі,
- колекція півоній,
- вічнозелені дерева і багаторічники.

## Цікаві види дерев у ботанічному саду Праги
Найцікавіші хвойні види:
- сосна Джефрі (Pinus jeffreyi), яка відомі своїми великими сосновими шишками;
- араукарія чилійська (Araucaria araucana), щорічний приріст якої може досягати 45 см;
- Секвоядендрон (Sequoiadendron giganteum) або «гігантська секвоя», у ботанічному саду Праги секвоядендрони мають висоту майже 20 метрів, а в природі можуть виростати до 100 метрів;
- Calocedrus decurrens, який може виростати до 50 метрів (його також називають «річковий кедр благовонний», хоча до роду кедрів він не має відношення);
- Кедр атласький (Cedrus atlantica);
- Кипарис вічнозелений (Cupressus sempervirens), який може досягати висоти 25 метрів і цінна деревина якого йде на виготовлення меблів;
- Тсуга південнояпонська (Tsuga sieboldii).

## Галерея

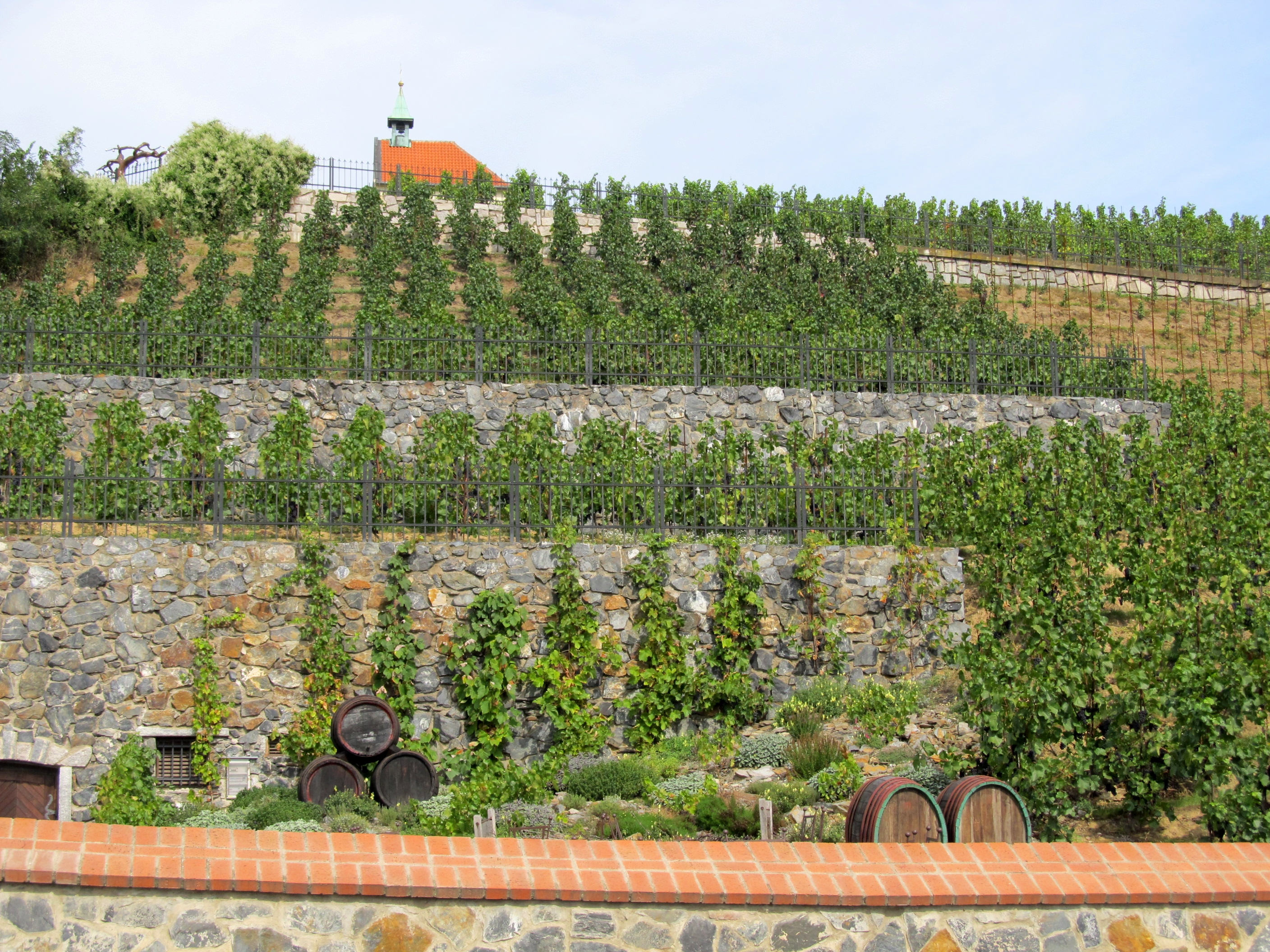
Виноградники і каплиця Санта-Клара
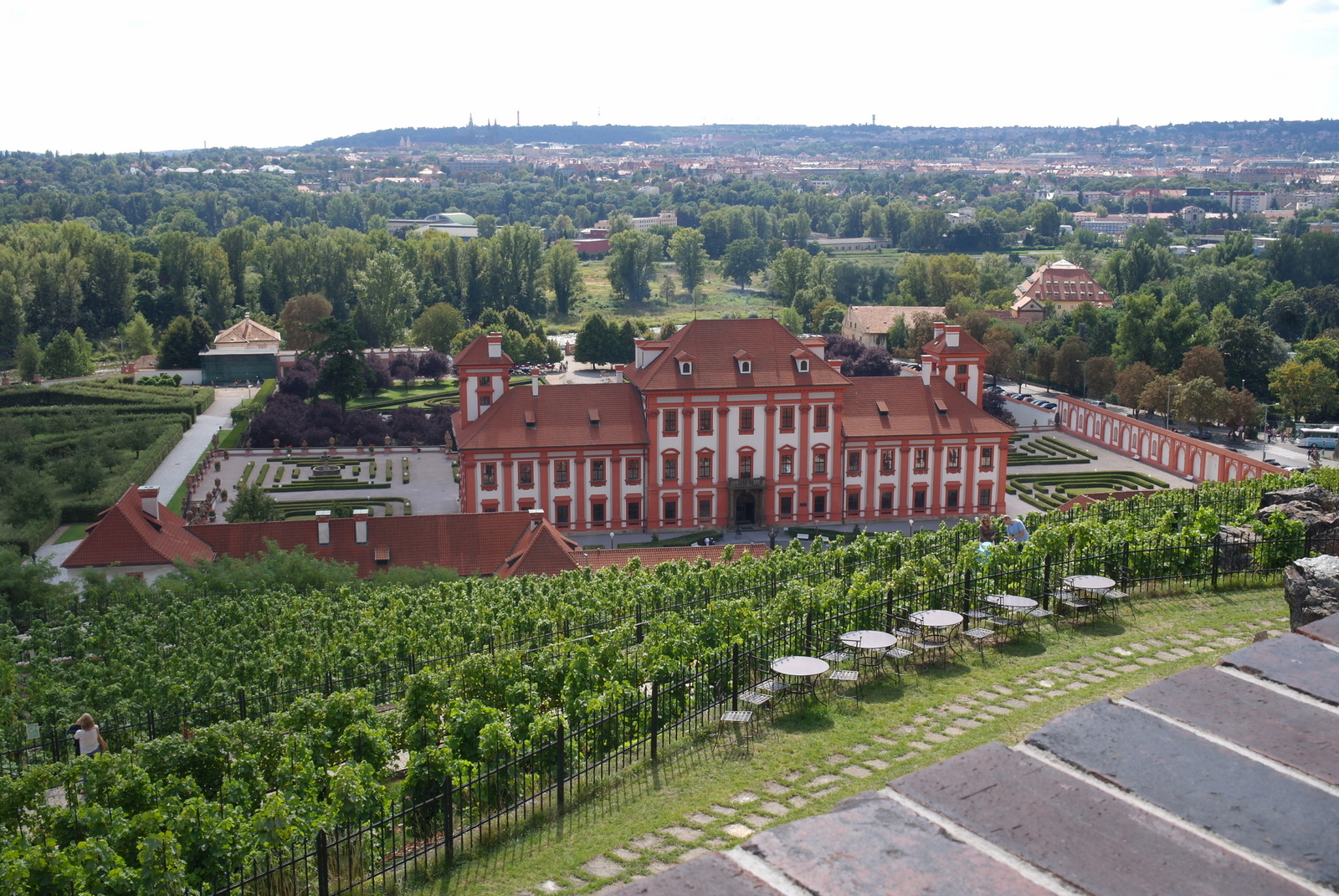
Тройський замок, вид з півдня на північ через виноградники Санта-Клара
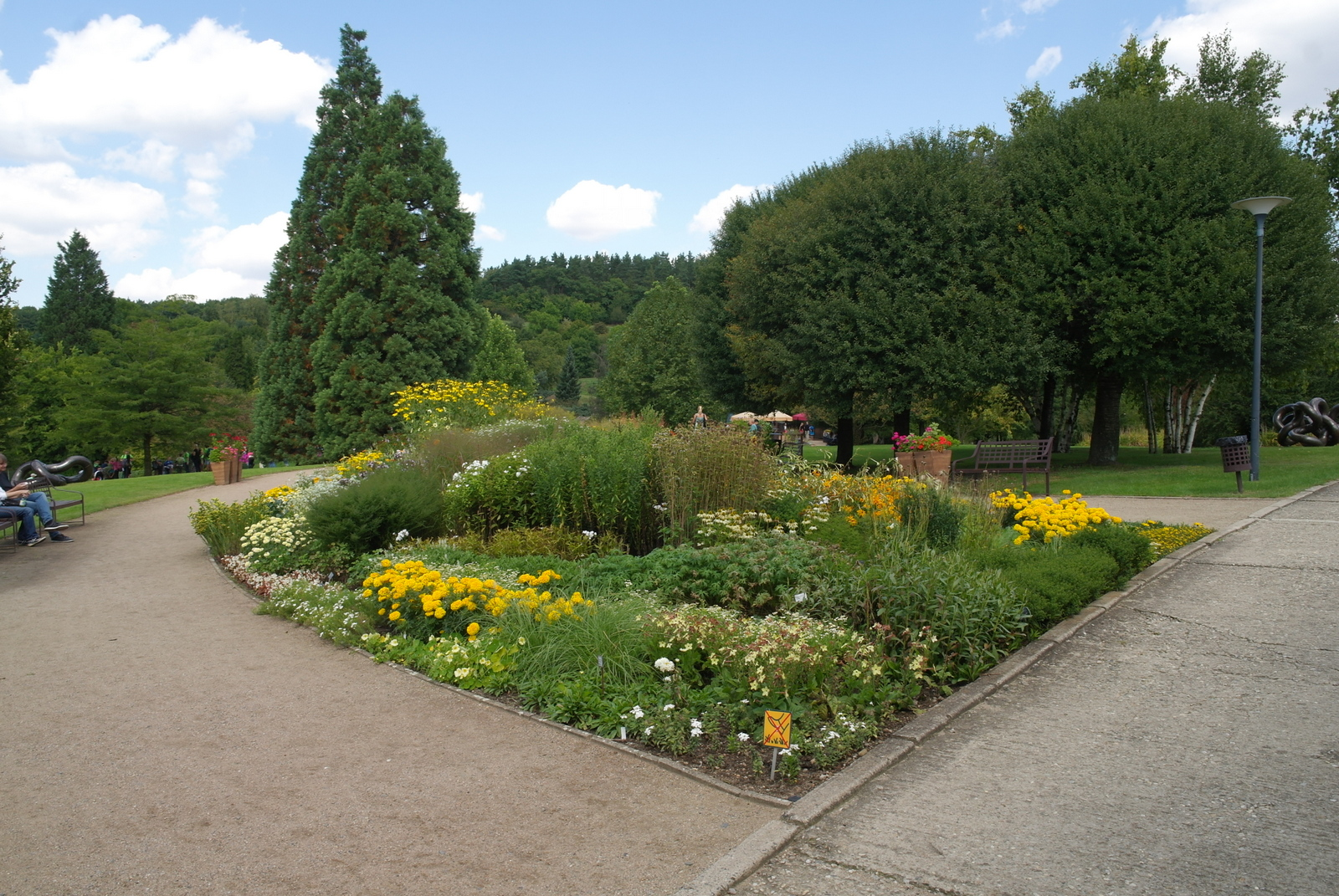
Однорічні рослини
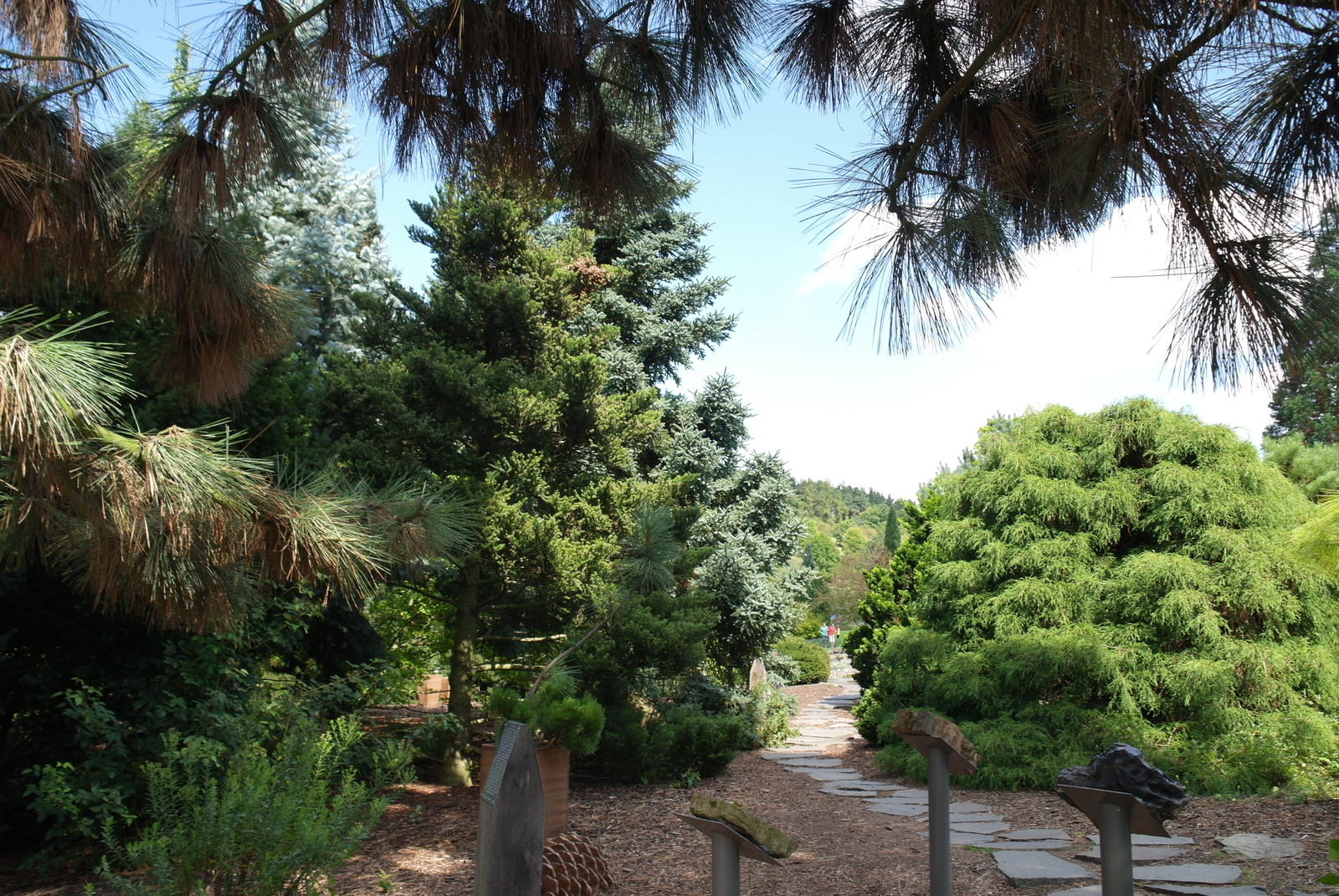
Хвойні
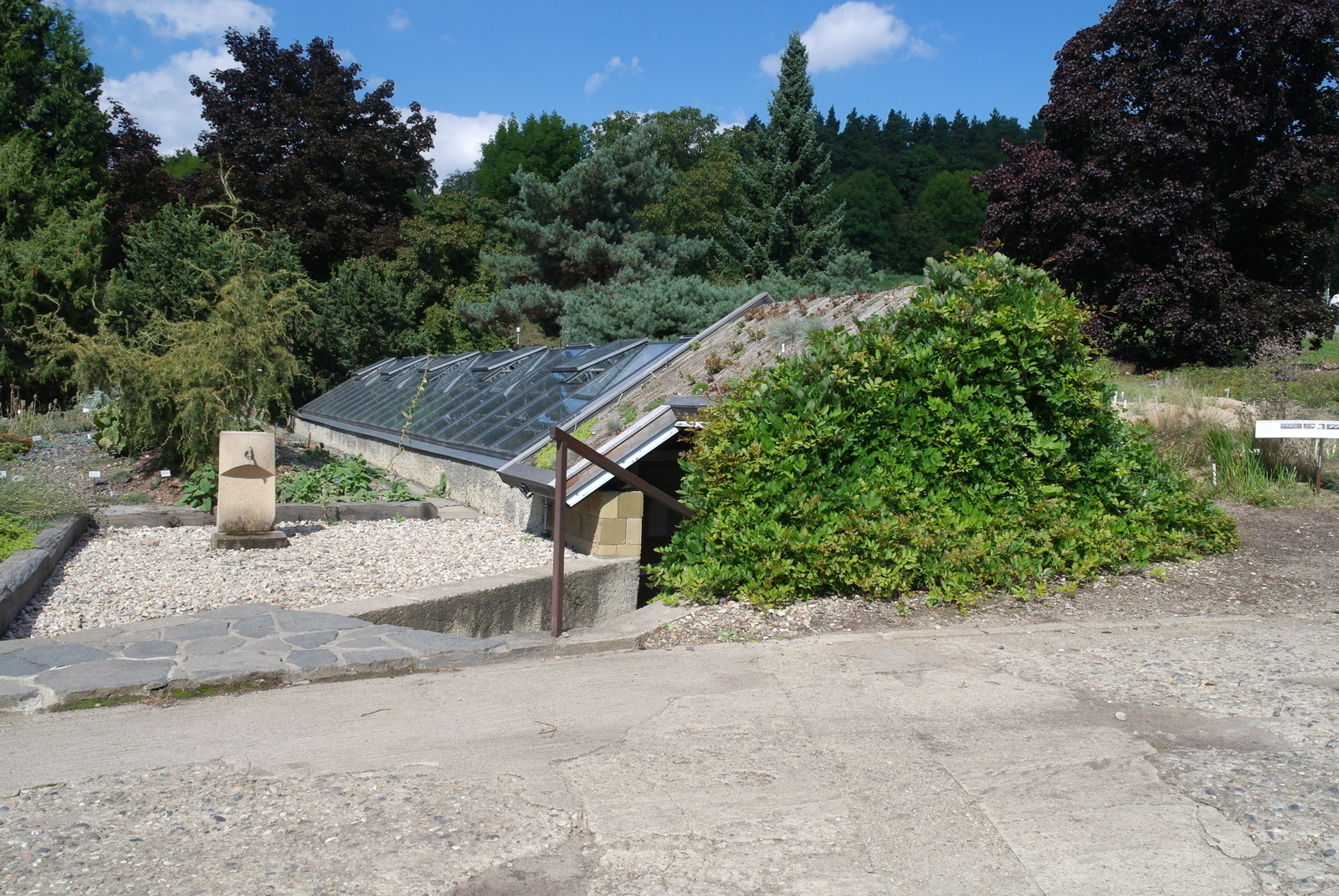
Малий парник
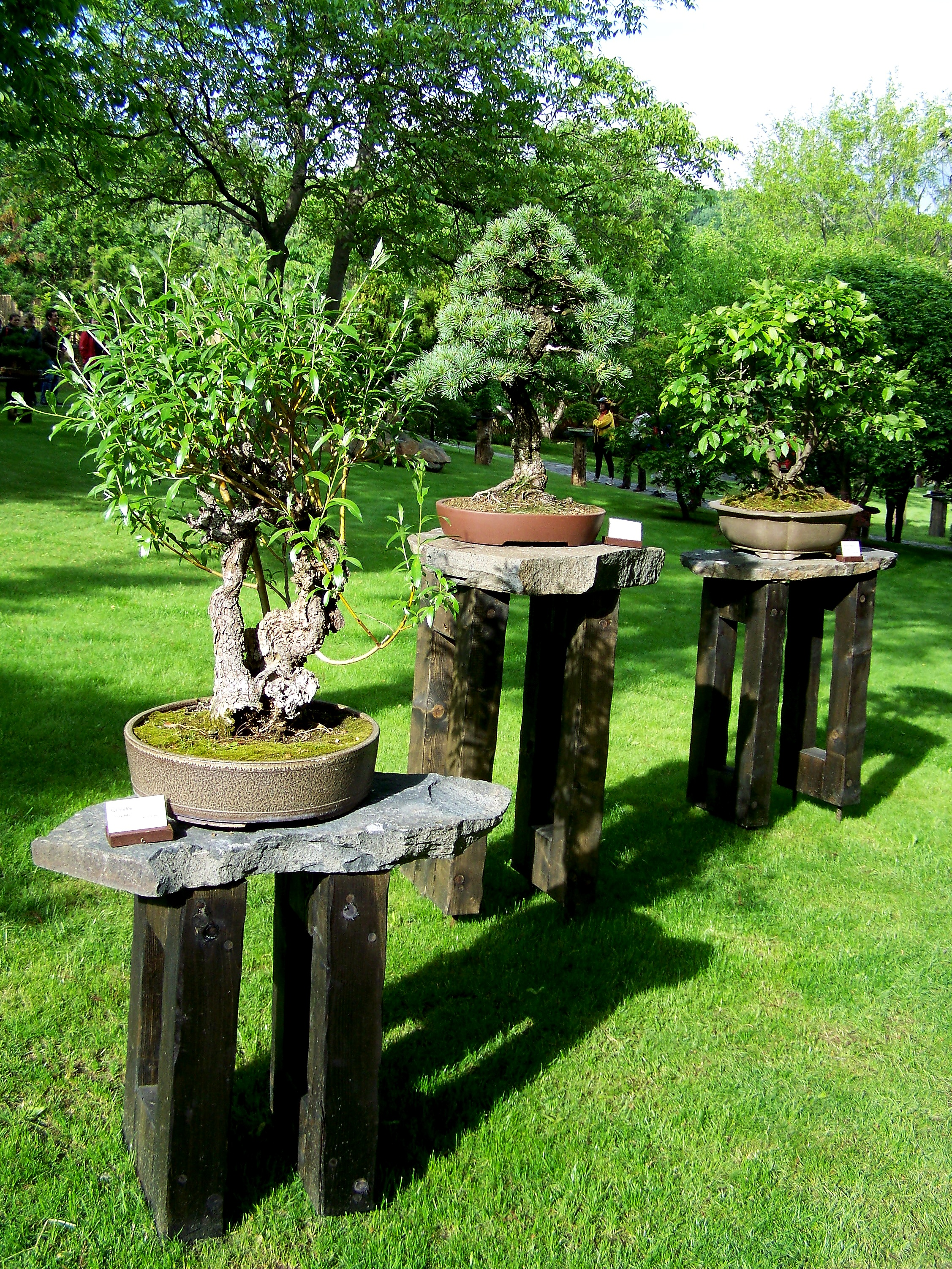
Колекція бонсай у японському саду
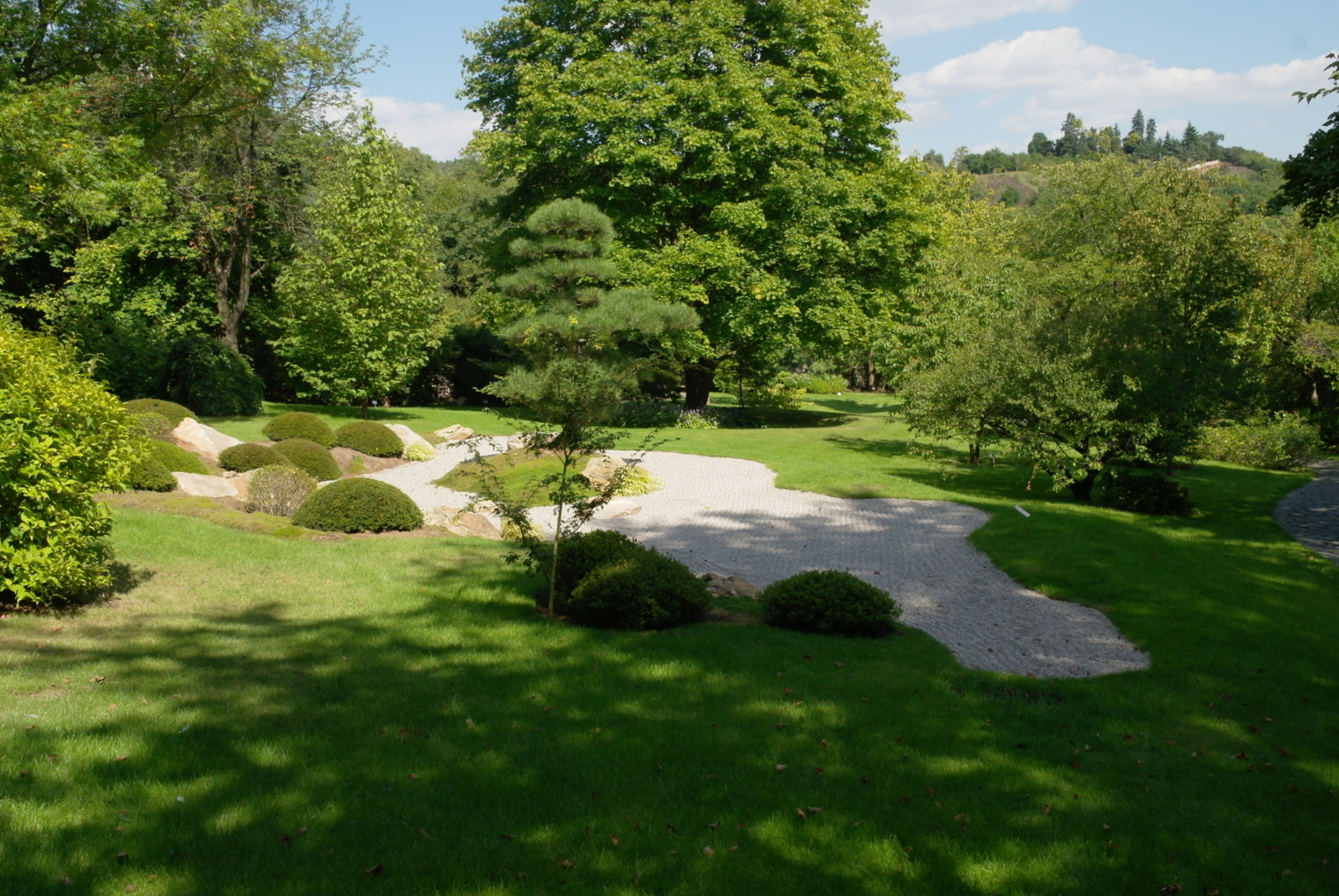
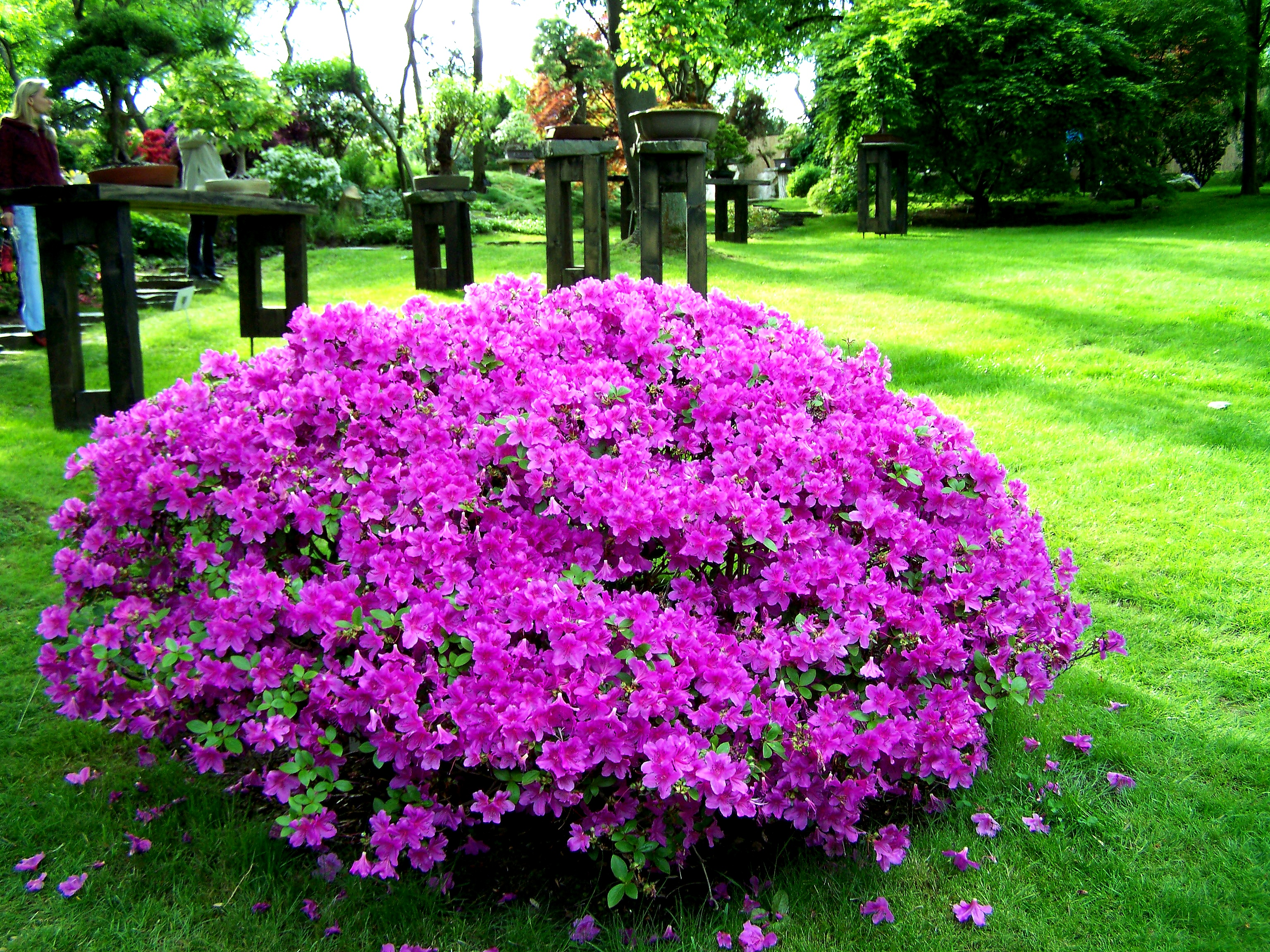
У японському саду
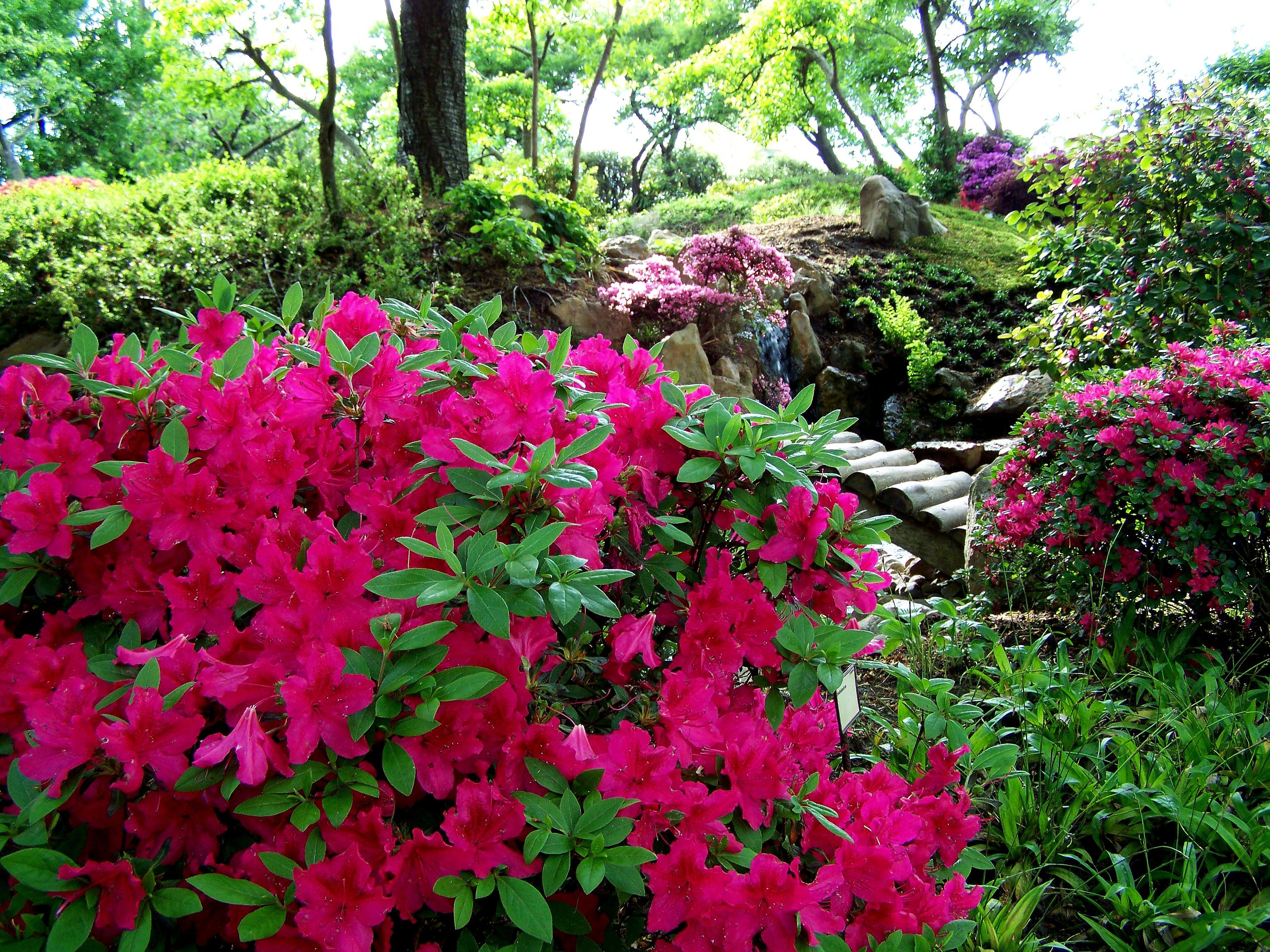
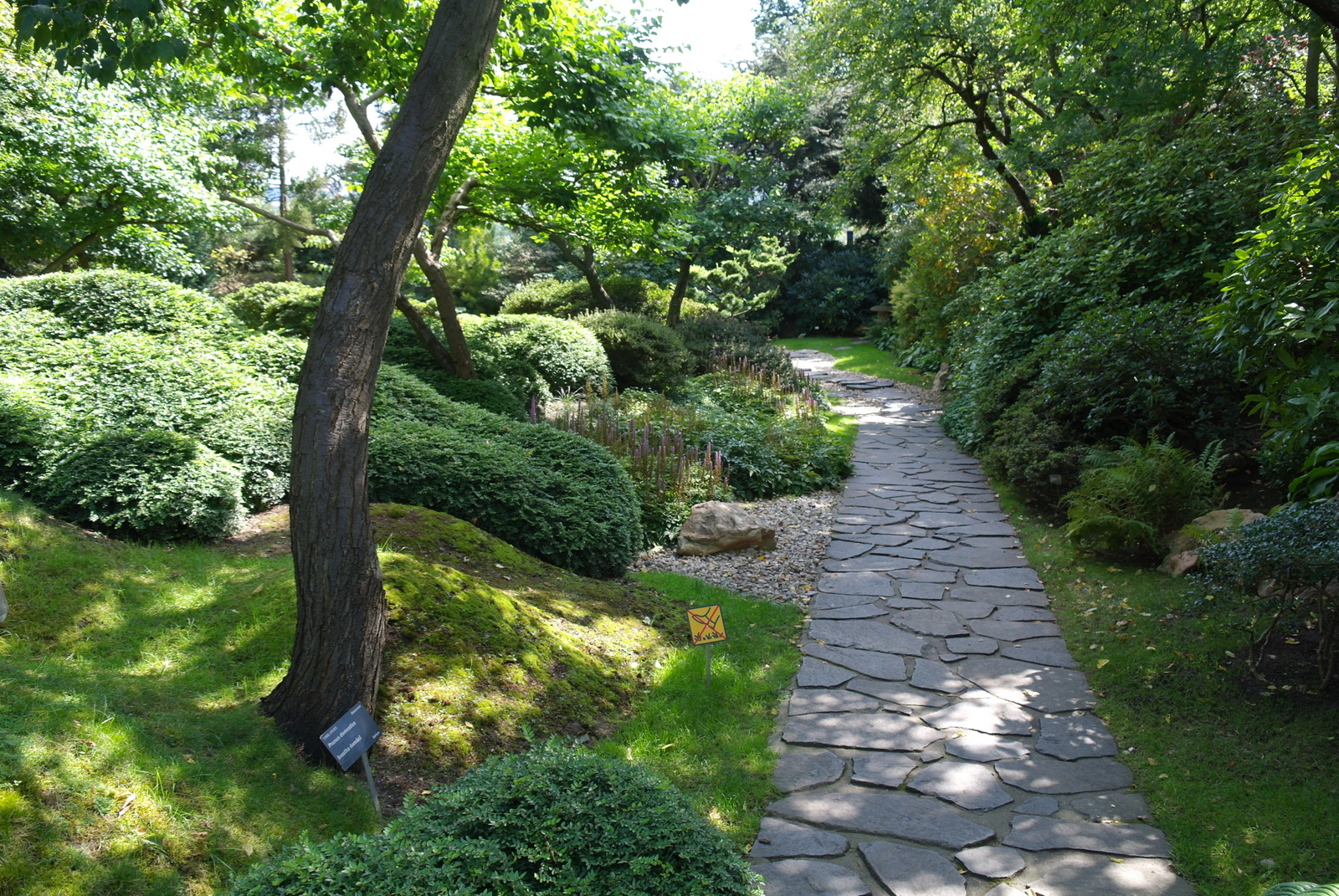
Стежка у японському саду
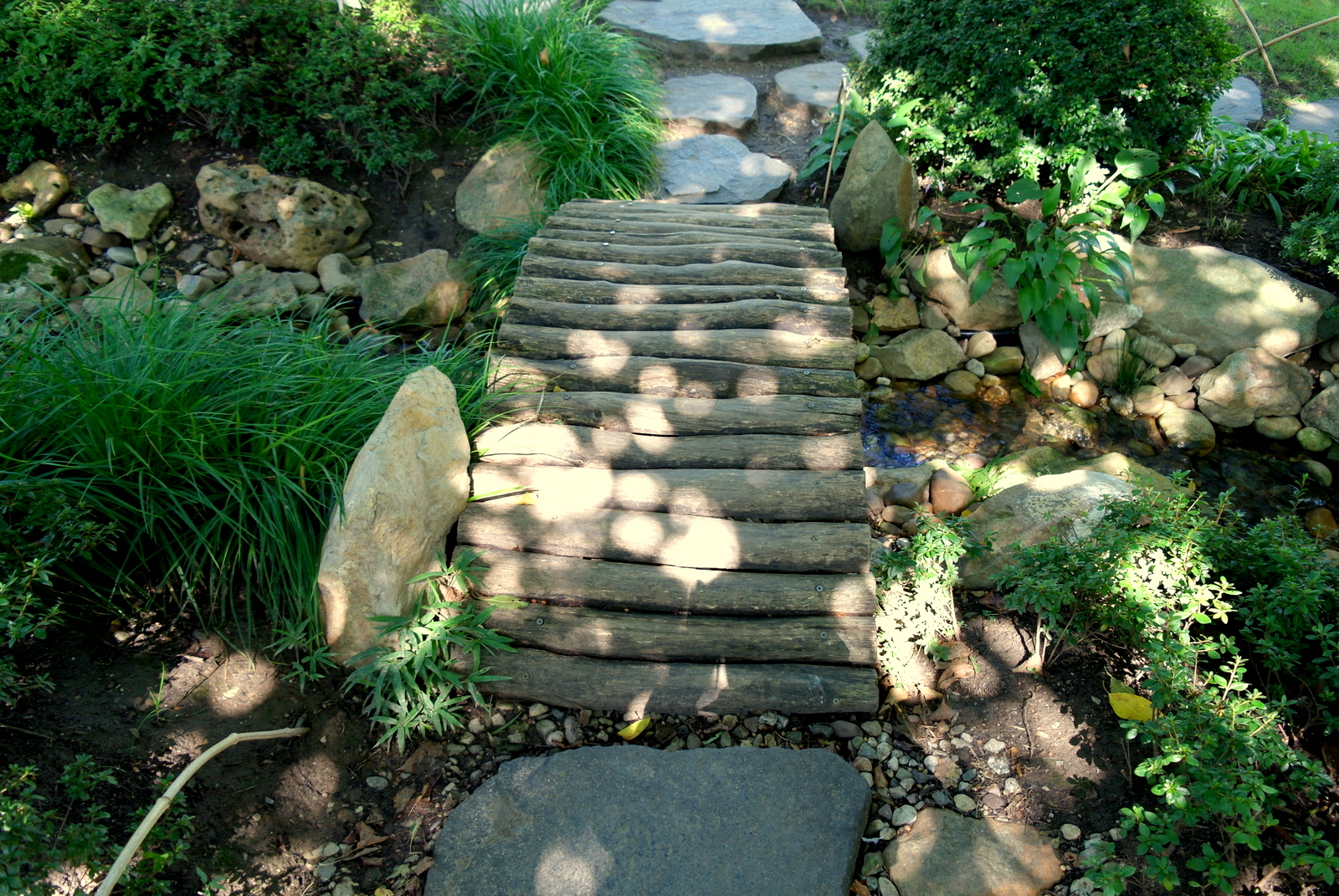
Міст через струмок
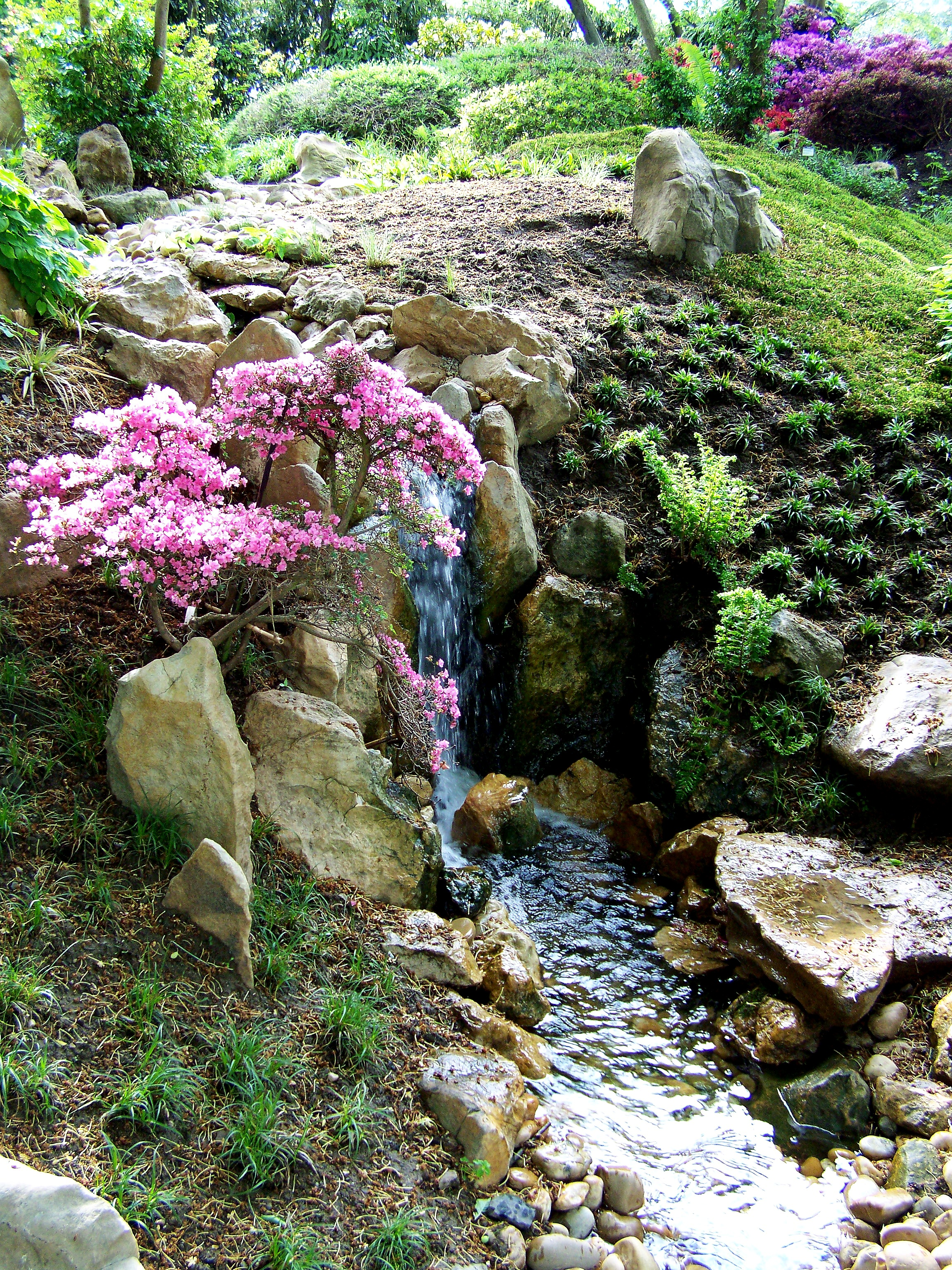
Водоспад
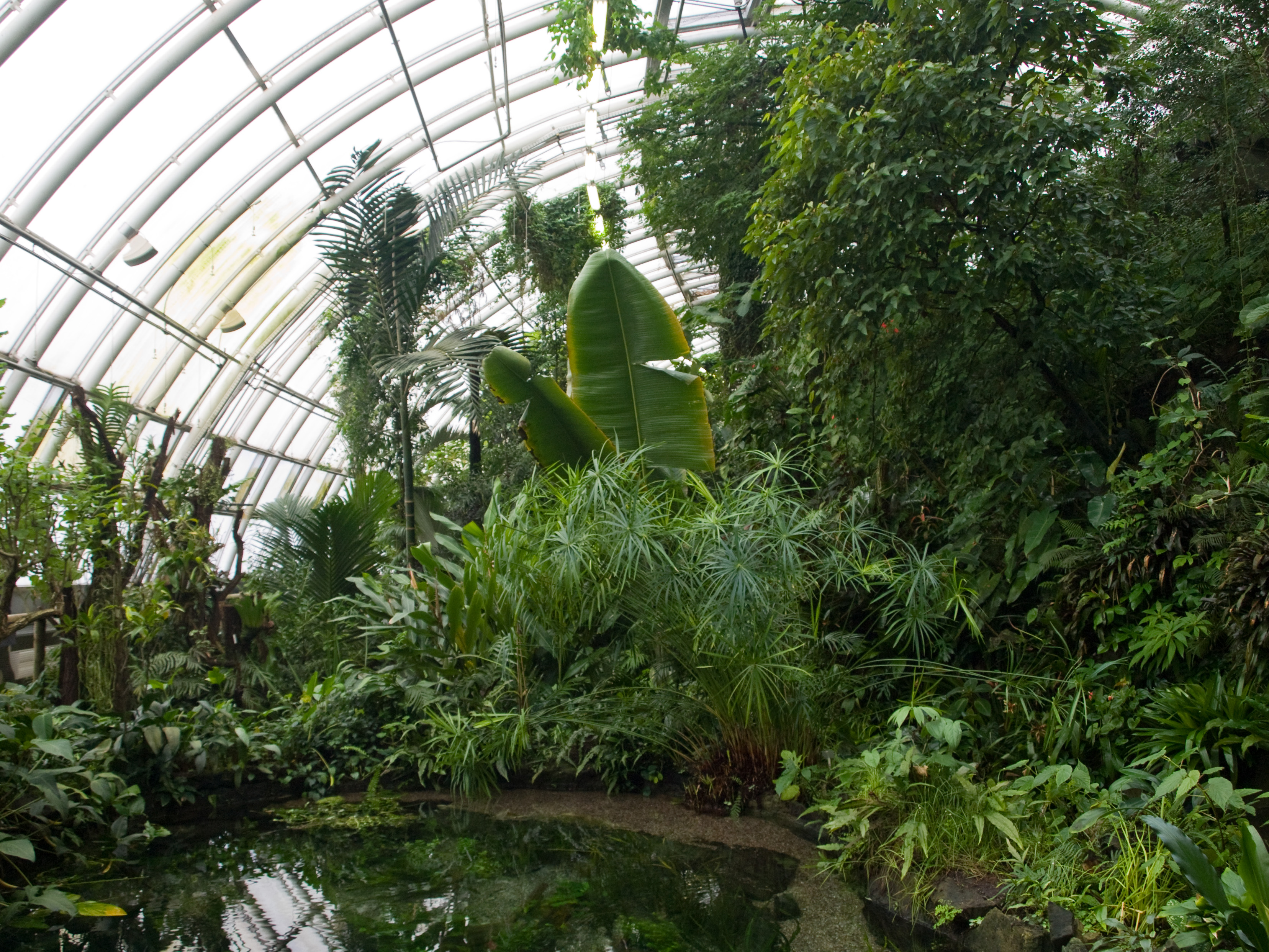
Оранжерея «Фата Моргана», інтер'єр
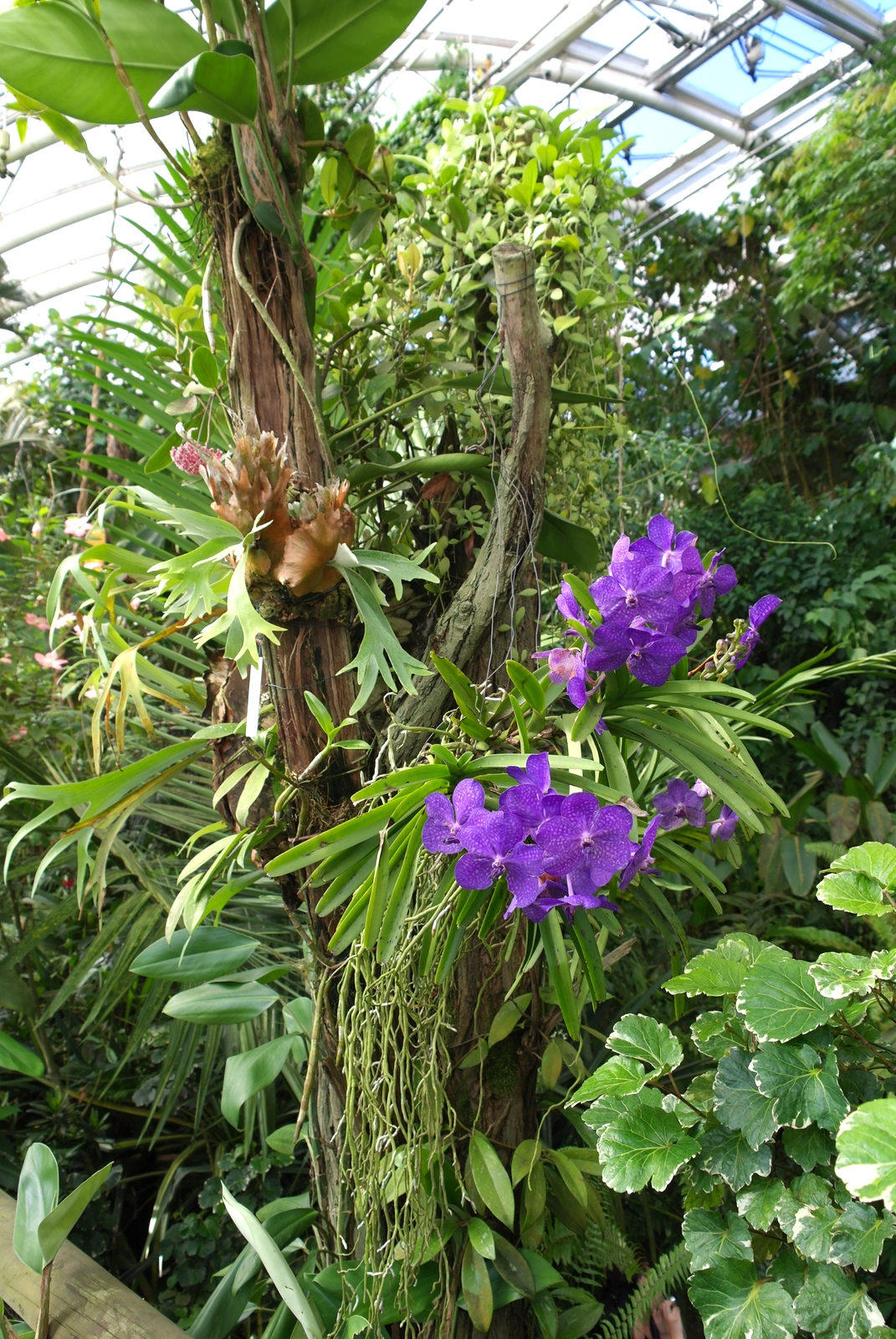
Квіти у оранжереї «Фата Моргана»
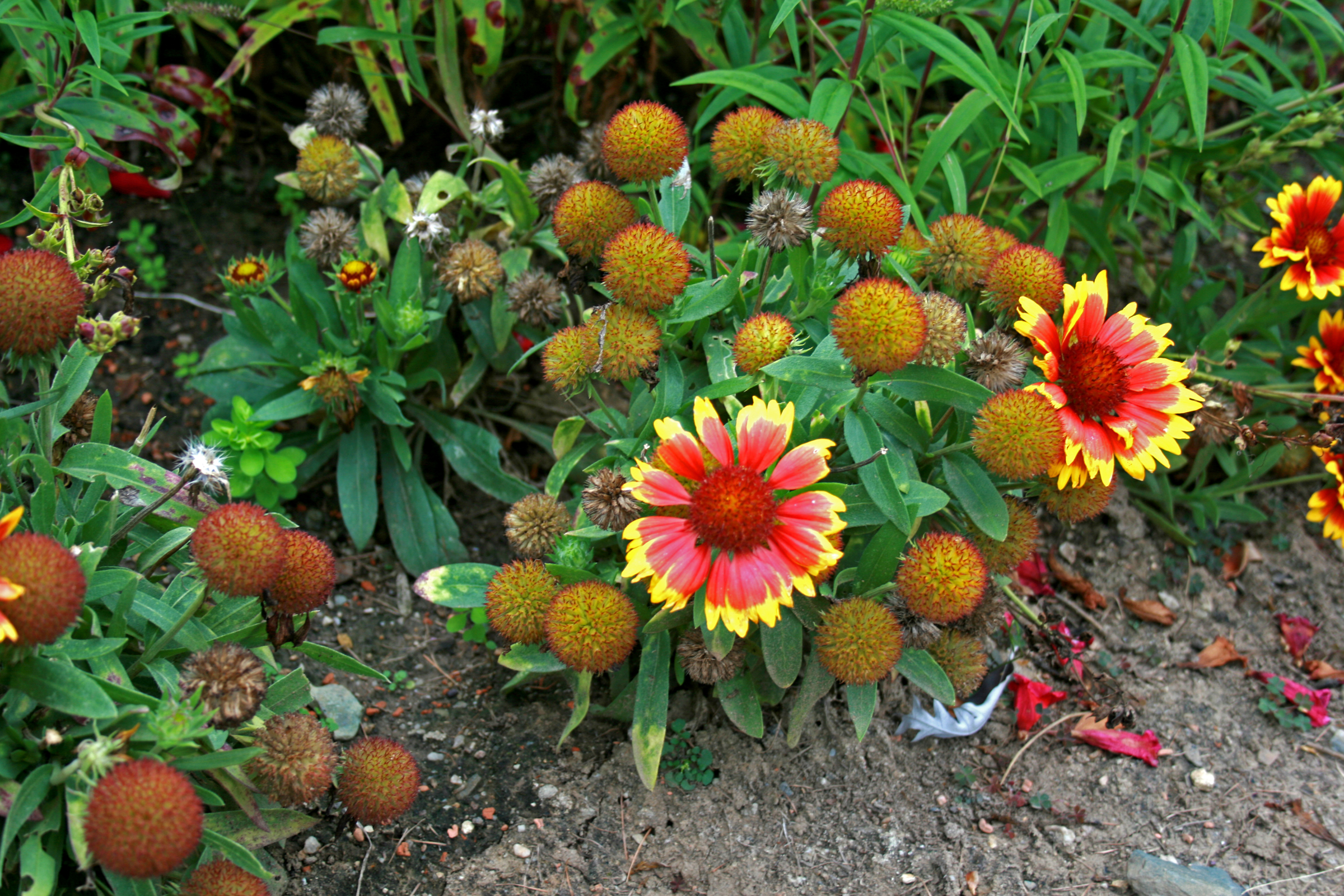
Gaillardia aristata
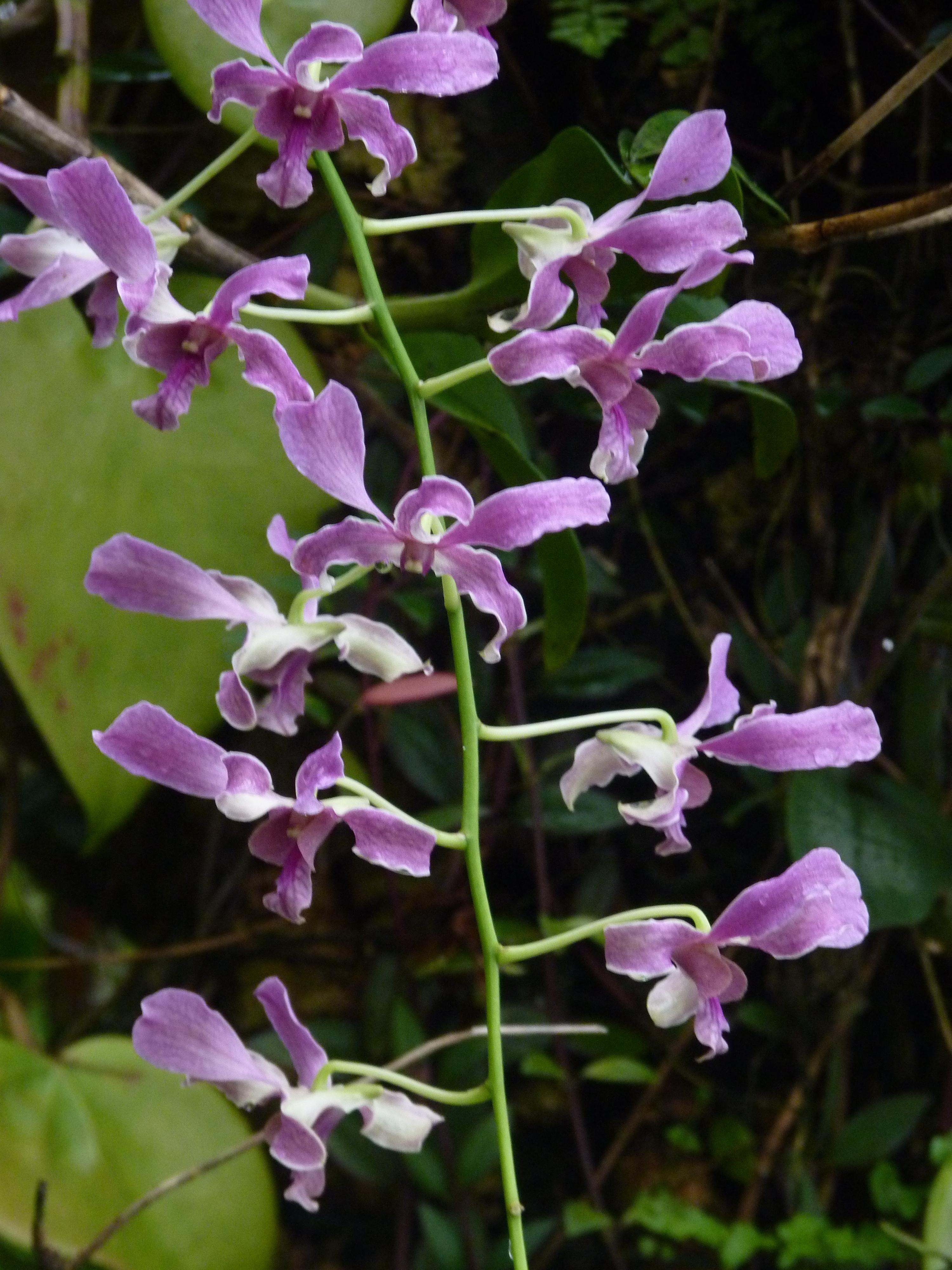
Dendrobium
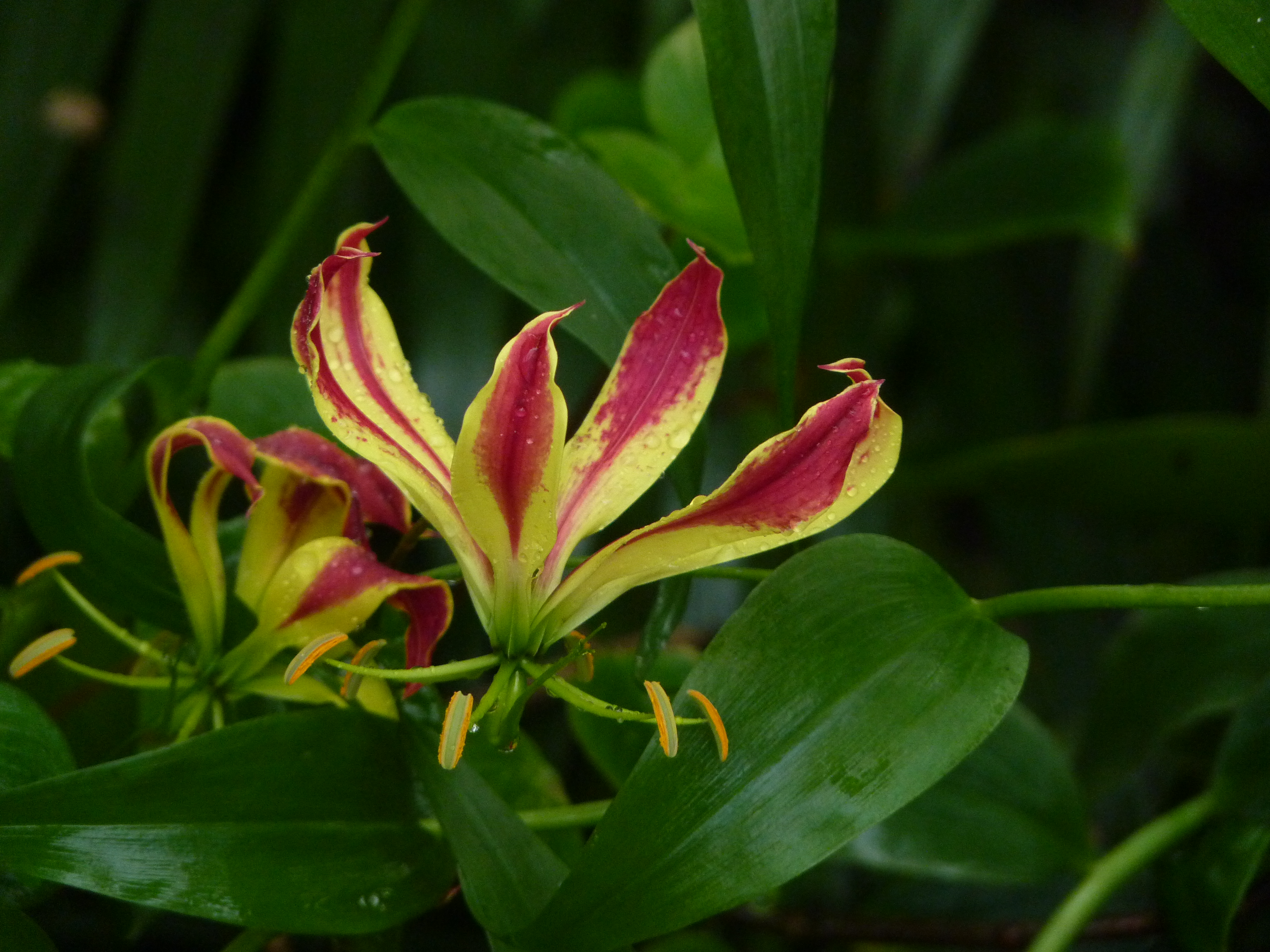
Gloriosa superba
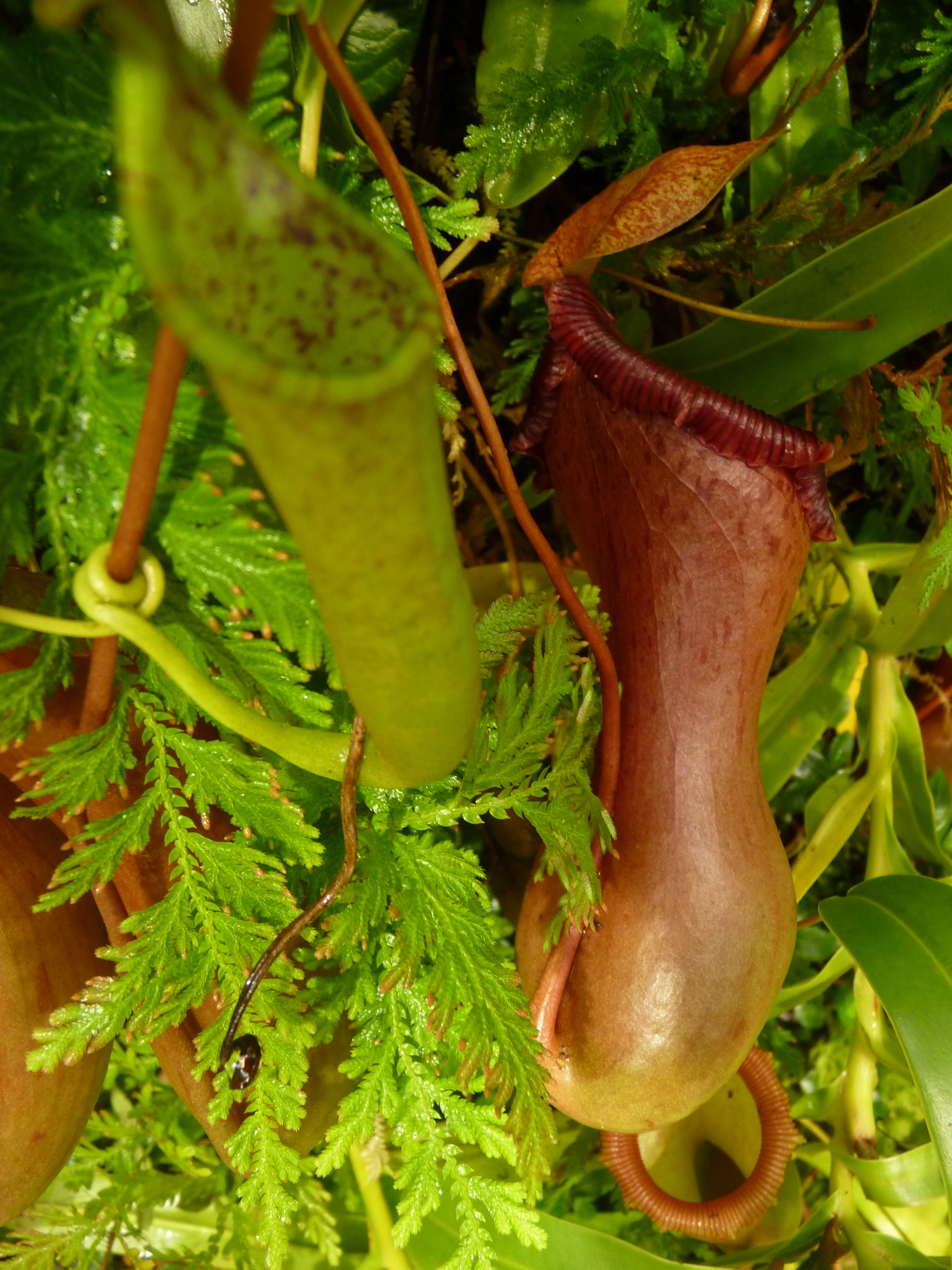
Nepenthes ventricosa
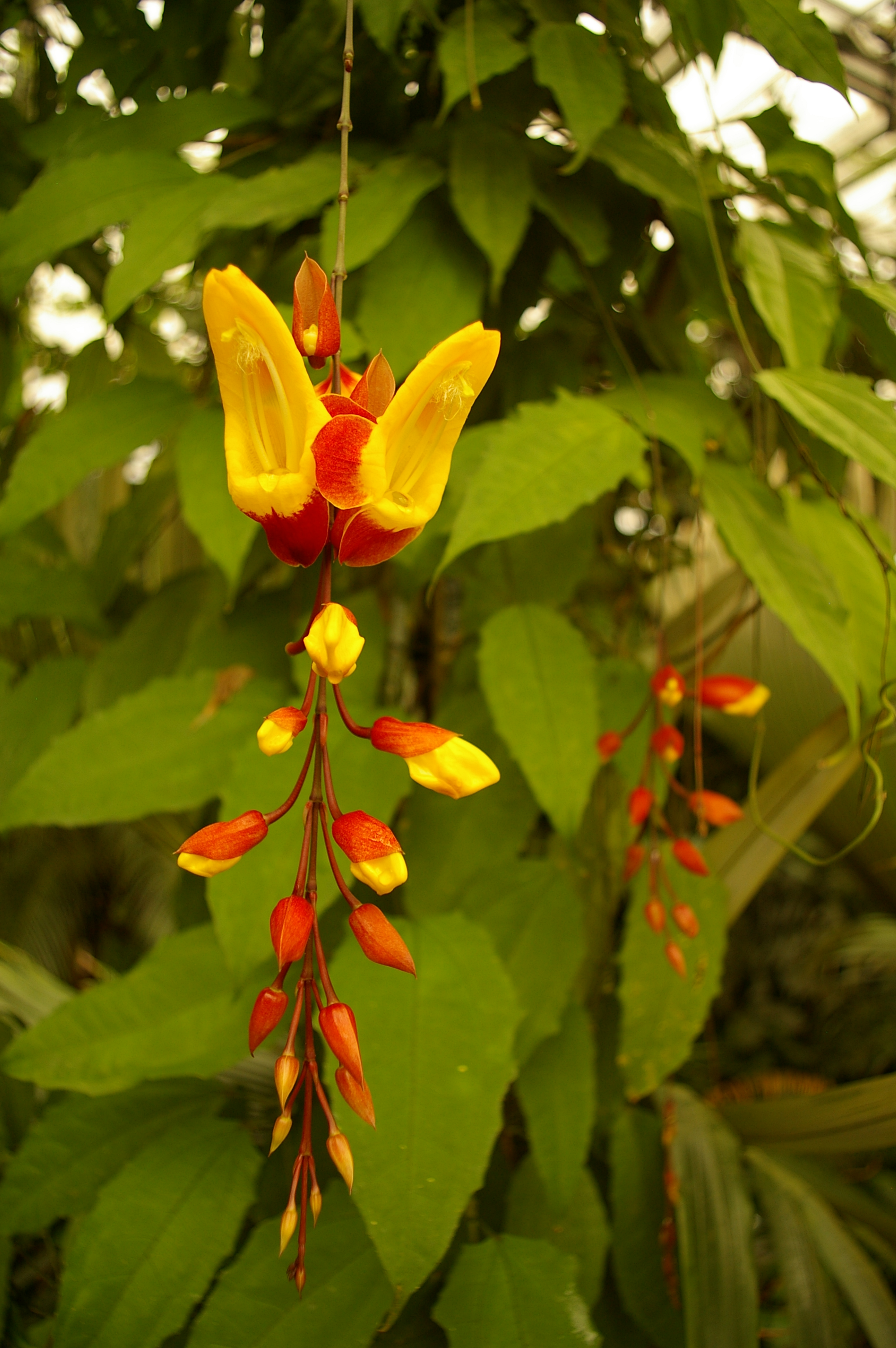
Thunbergia mysorensis
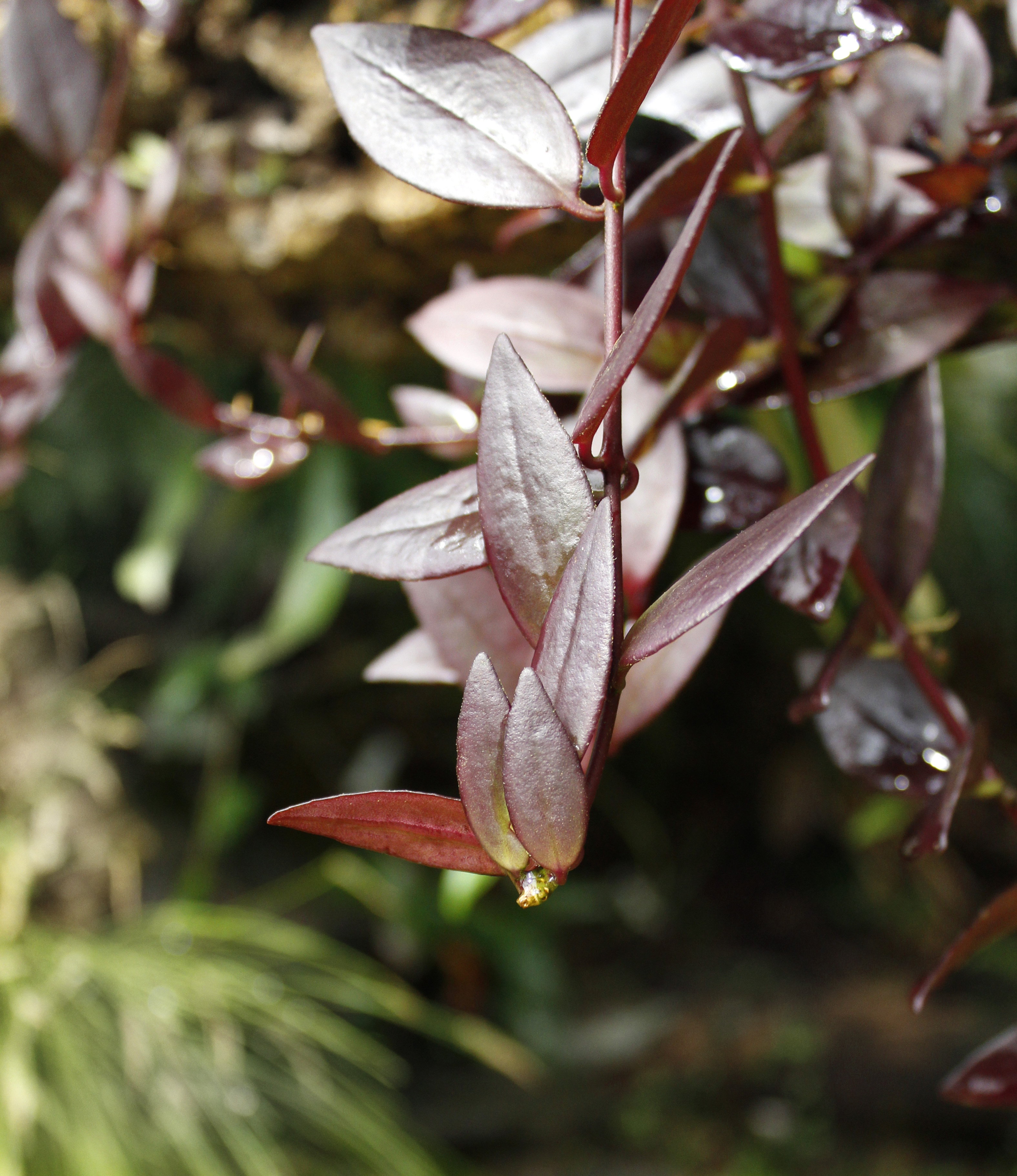
Aeschynanthus lobbianus
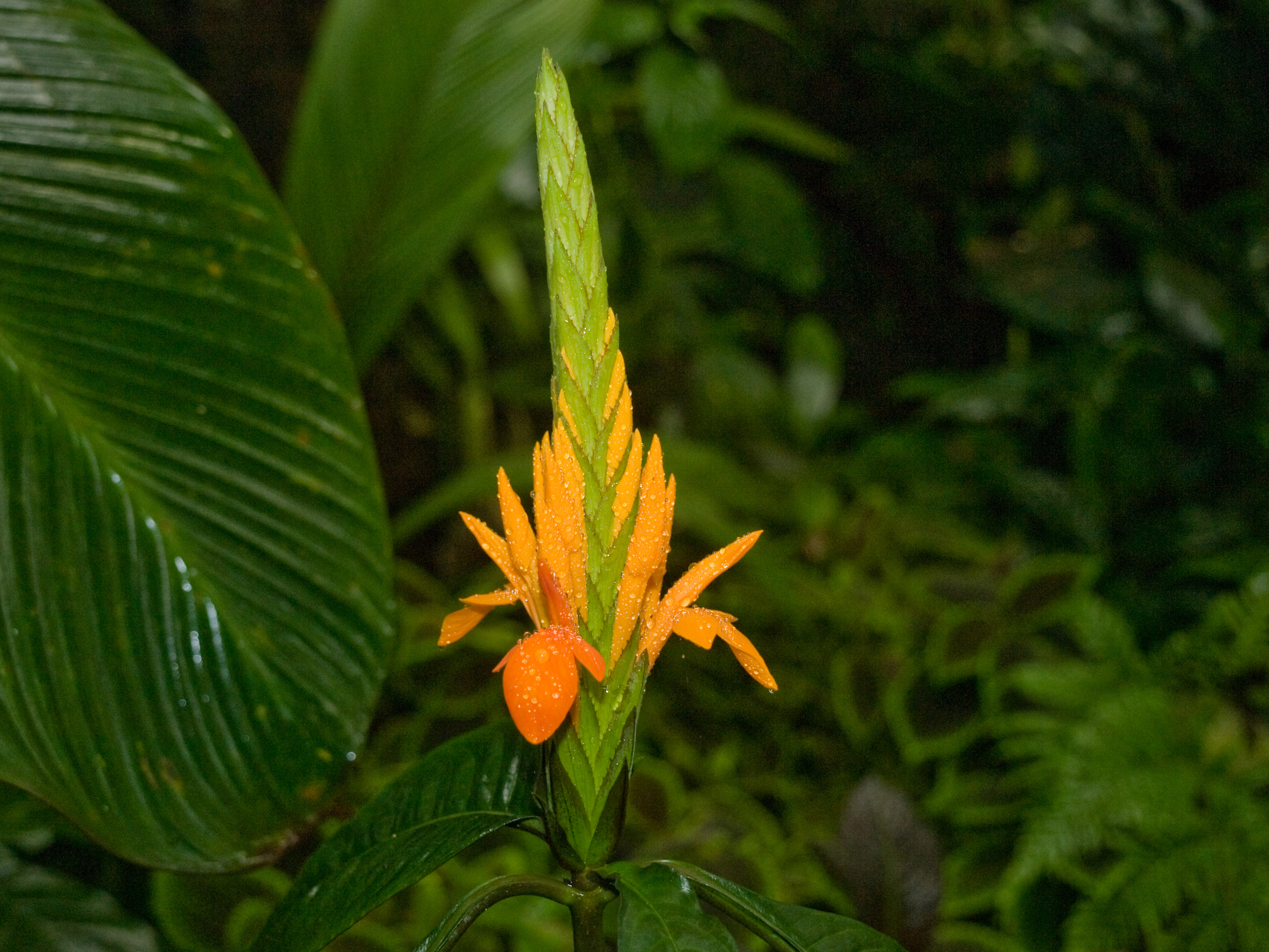
Aphelandra roezlii
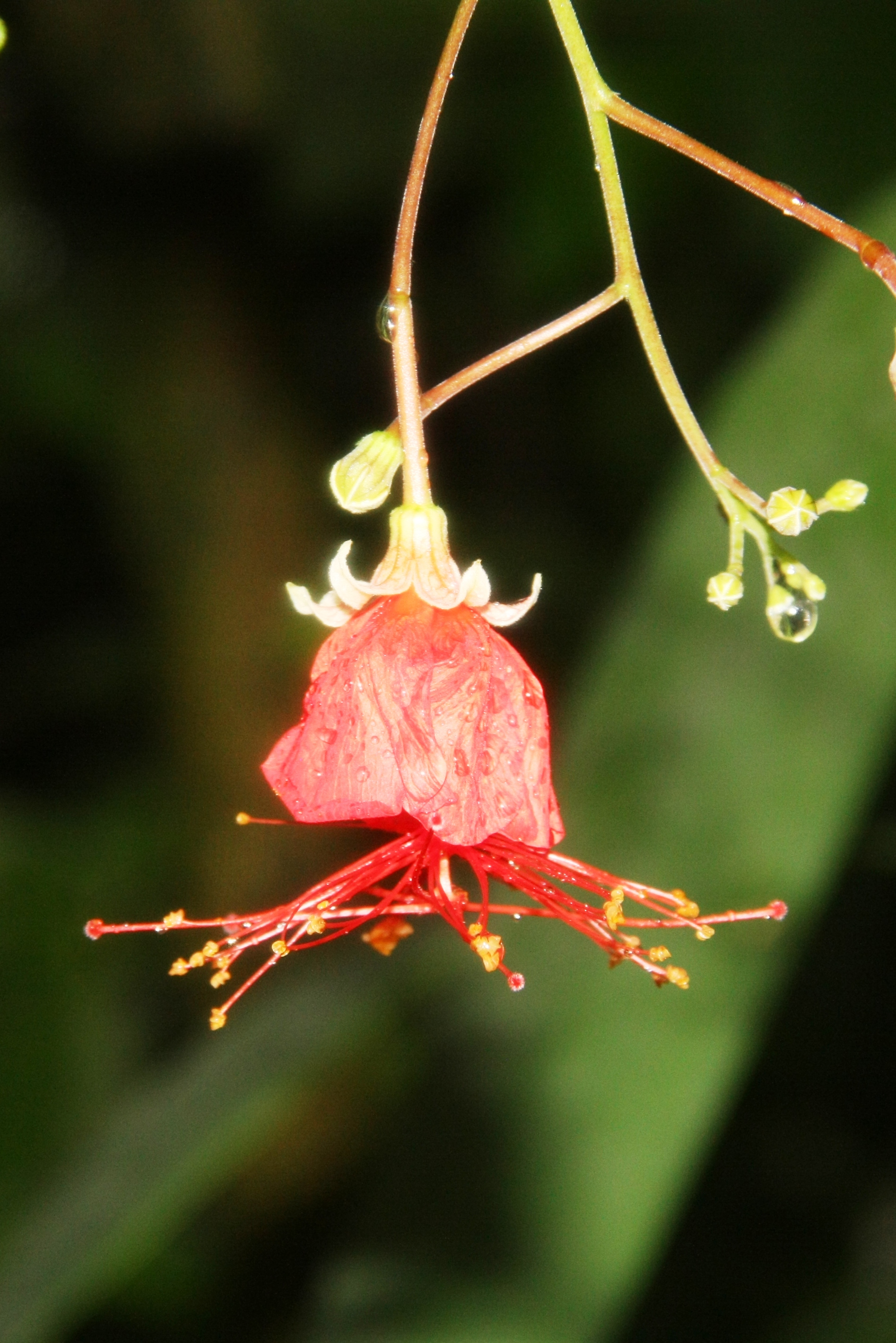
Hibiscus grandidieri
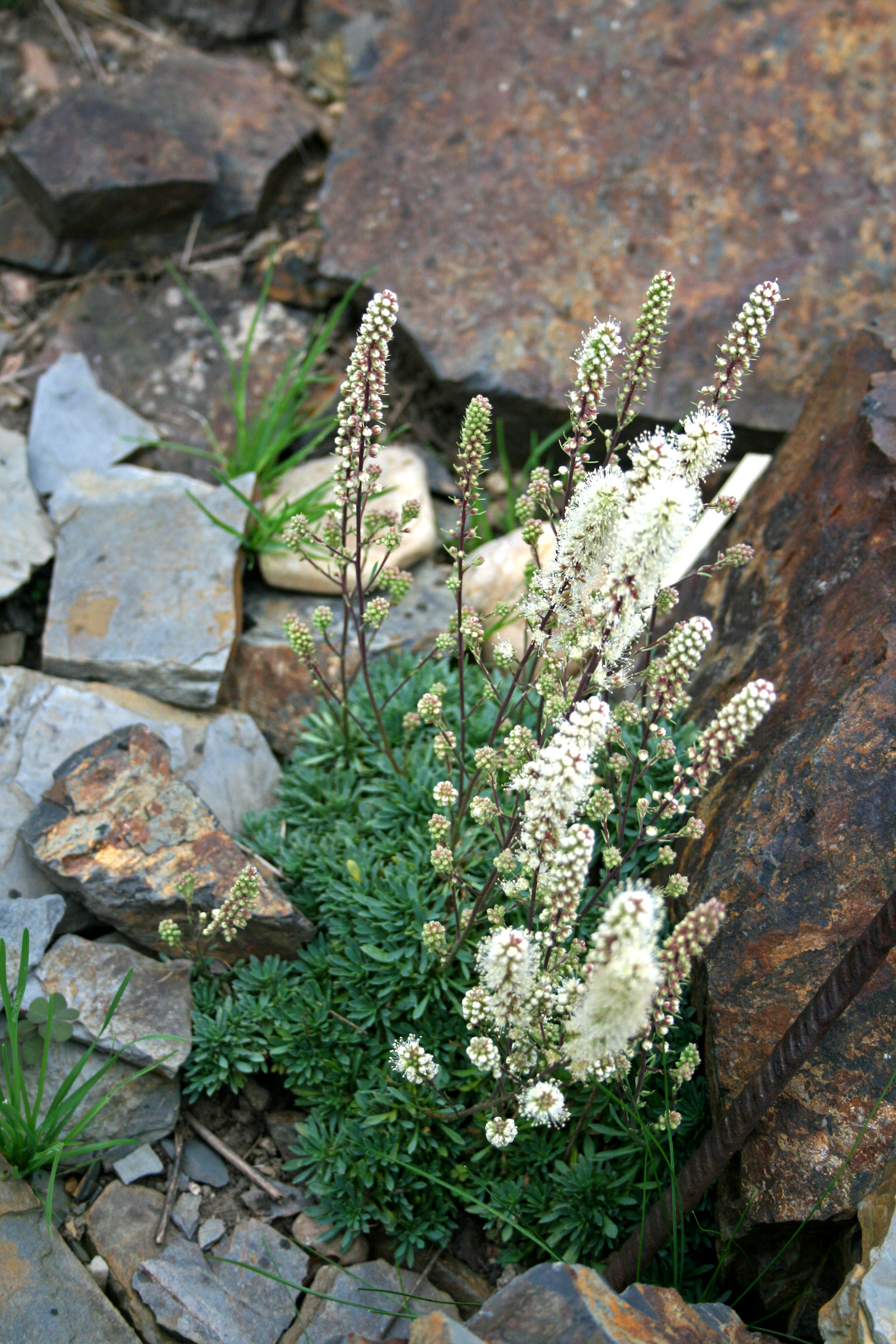
Petrophyton caespitosum
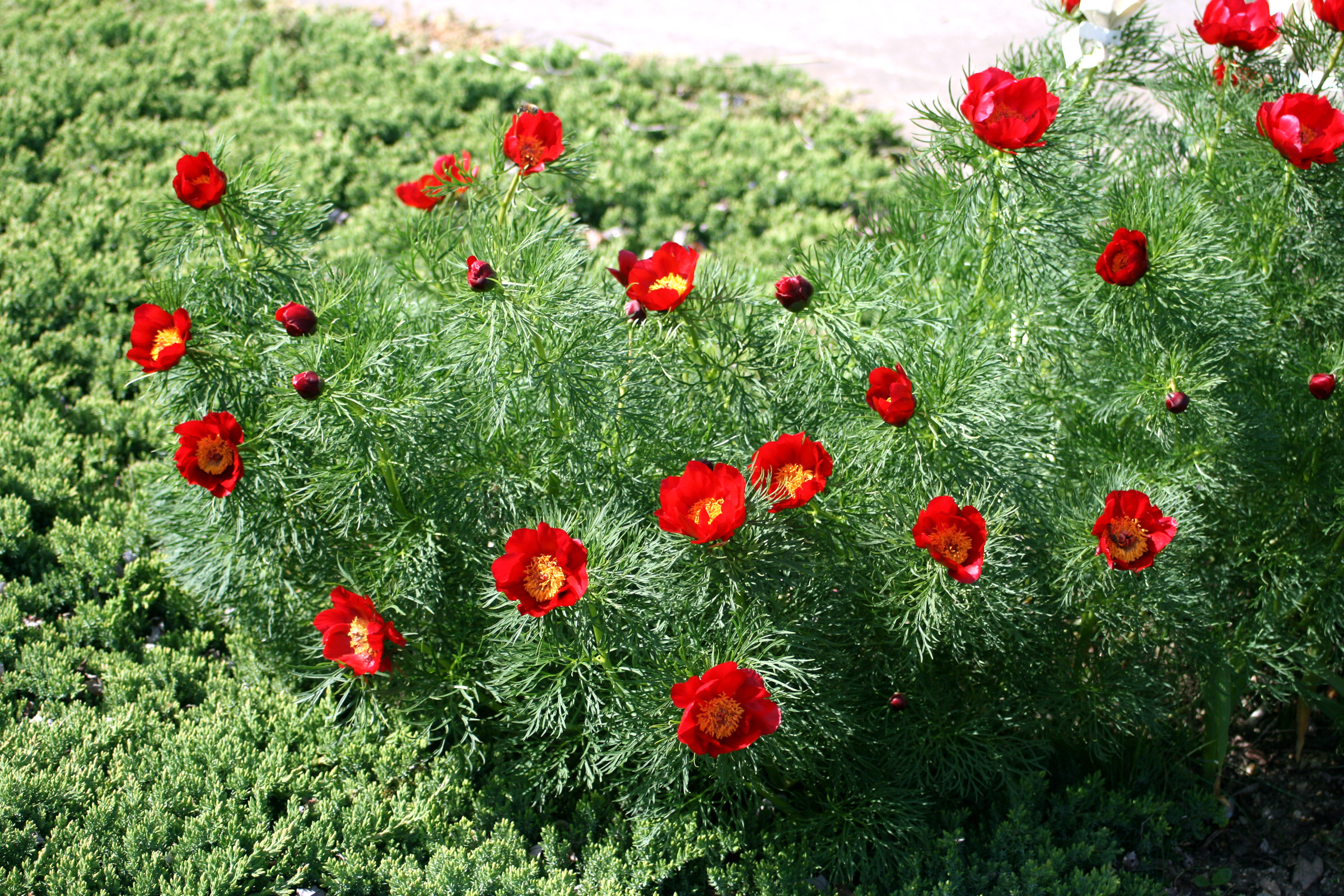
Півонія вузьколиста
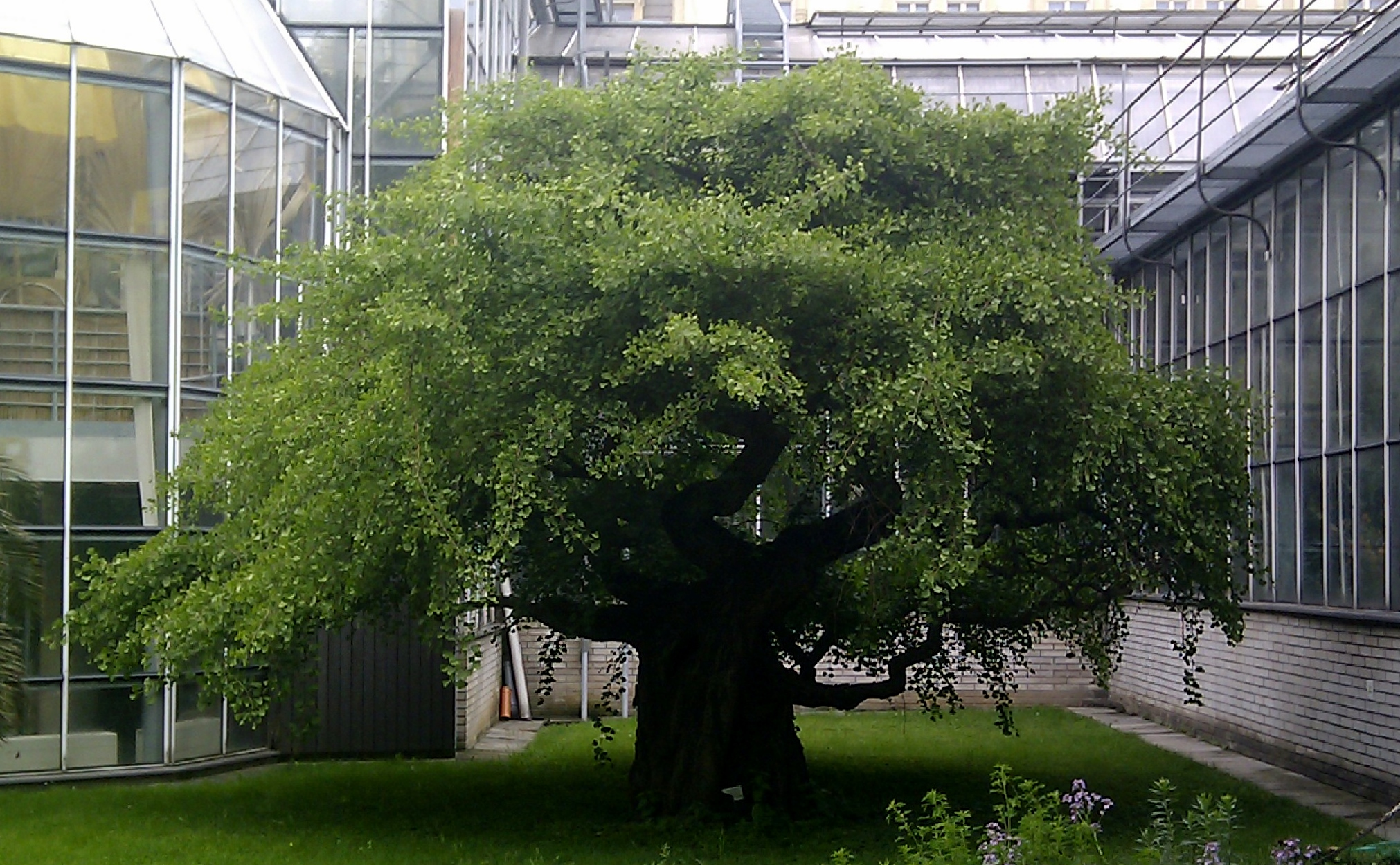
Гінкго дволопатеве
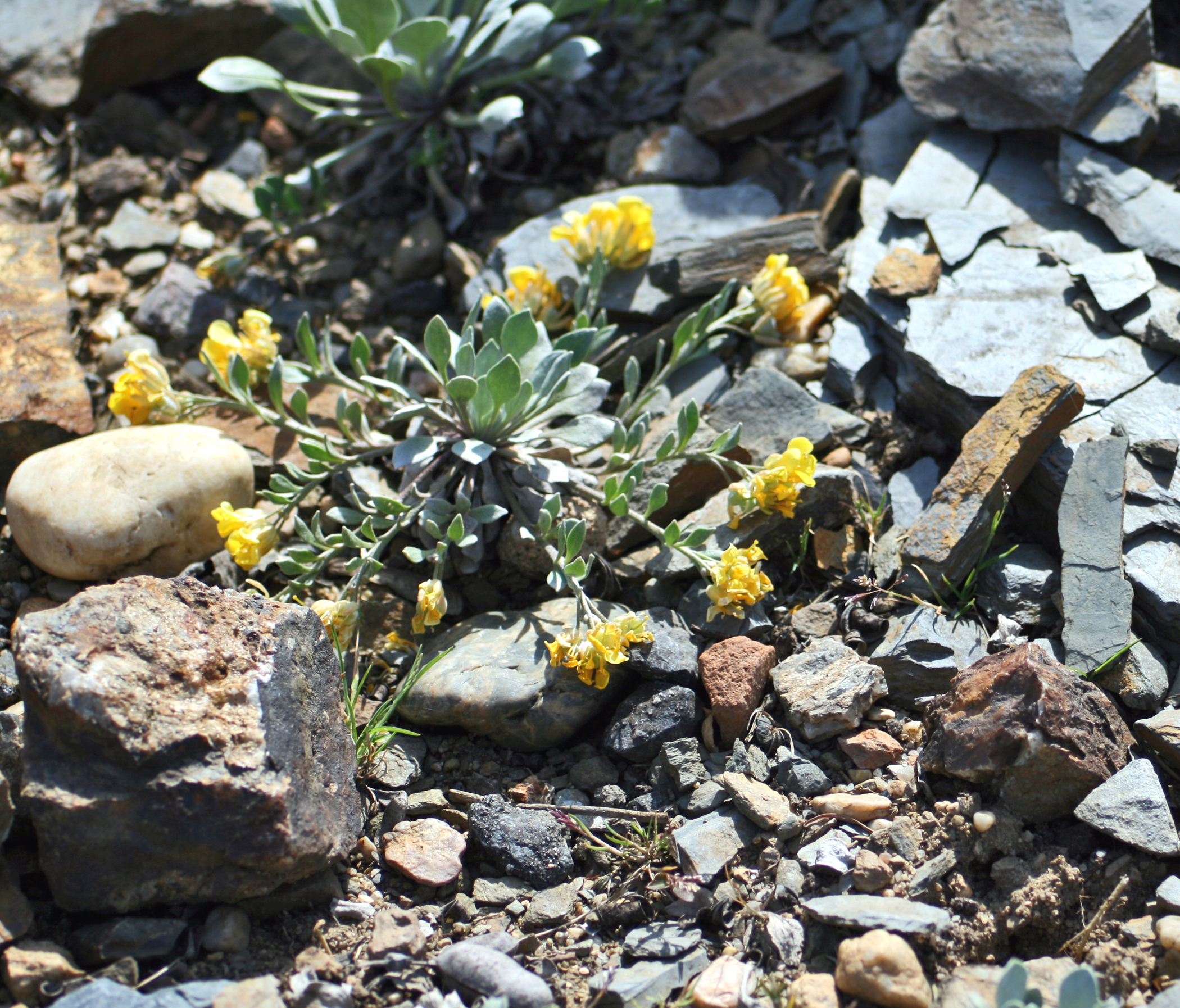
Physaria alpina
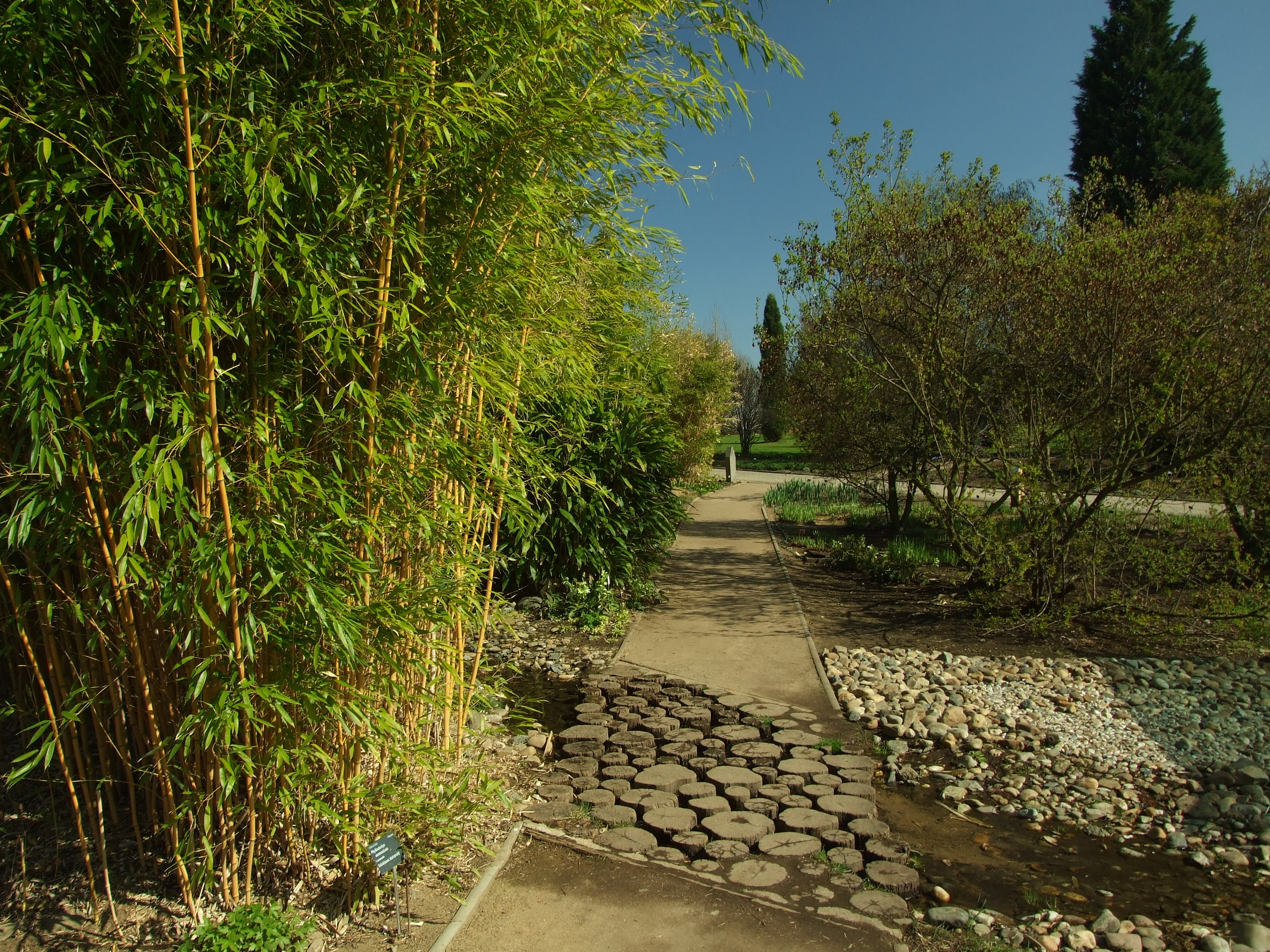
Бамбук